# 猪名川町立六瀬中学校
猪名川町立六瀬中学校（いながわちょうりつ むつせちゅうがっこう）は、兵庫県川辺郡猪名川町にあった公立中学校。

## 沿革
- 1947年（昭和22年）4月 - 六瀬村立六瀬中学校として開校。
- 1955年（昭和30年）4月 - 中谷村・六瀬村が合併し猪名川町が成立したことにより猪名川町立六瀬中学校と改称。
- 2022年（令和4年）3月 - 猪名川町立中谷中学校との統合により閉校。新年度より中谷中の校地を用いて猪名川町立清陵中学校が開校。

## 部活動
- ソフトテニス部
- 野球部
- 吹奏楽部
- 陸上同好会

## 学校周辺
施設
- 猪名川
- 尼崎高原ロッジ

道路
- 兵庫県道12号川西篠山線（猪名川渓谷ライン）
- 兵庫県道323号上佐曽利木器線

## 出身者
- 福井諒司（プロサッカー選手・水戸ホーリーホック所属）
- 秋山賢太（お笑い芸人・アキナ）
- 辻井亮平（お笑い芸人・アイロンヘッド）